# Cédula de Equiparación

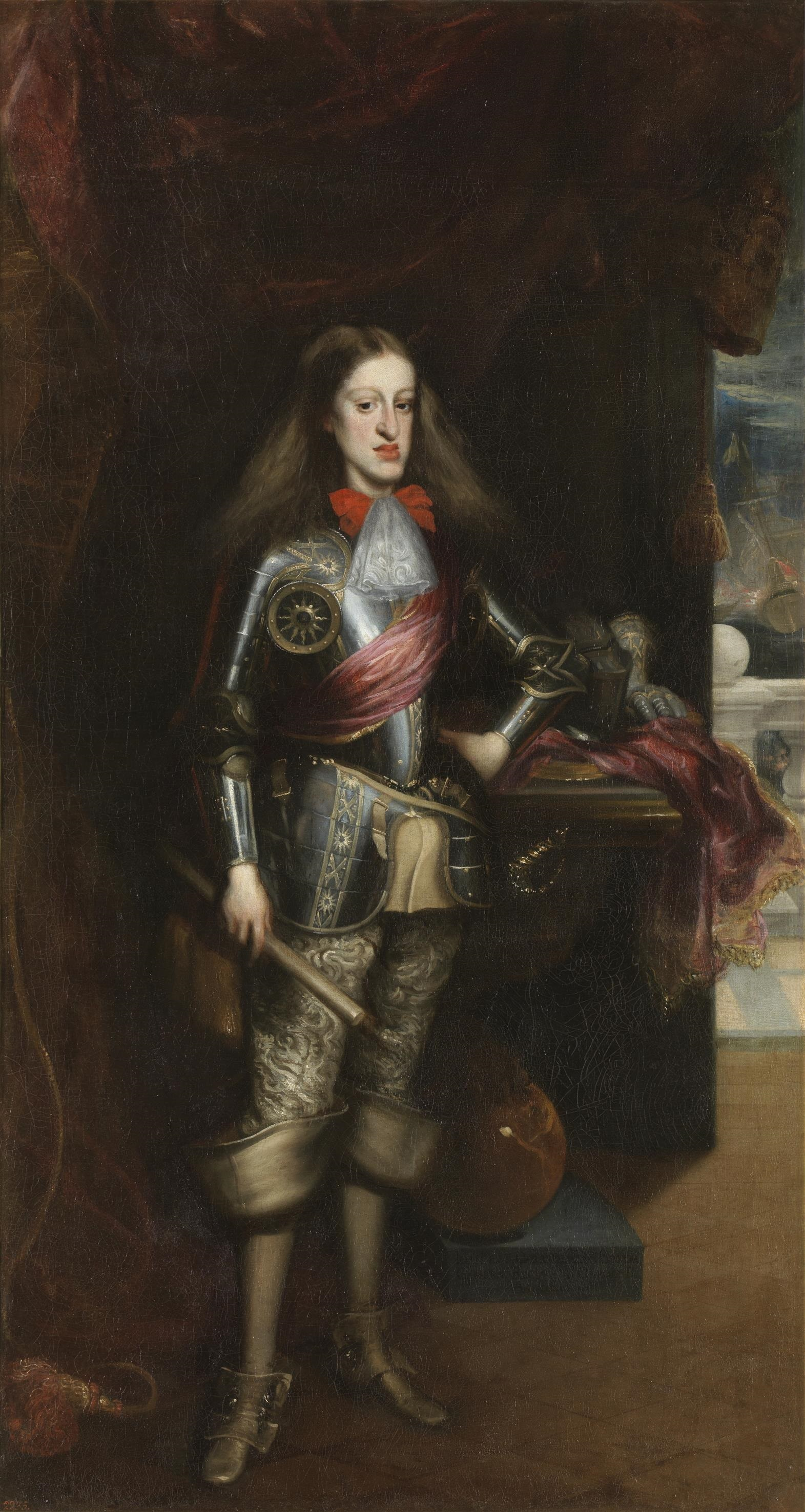
El rey Carlos II de España, quien emitió este importante decreto a favor de los indios de América y Filipinas.

La Cédula de Equiparación o Cédula de Honores fue una Real cédula, publicada el 12 de marzo de 1697 por Carlos II de España, en respuesta al pedido de Juan Núñez Vela de Ribera, que exigía que los súbditos del Rey de España (en específico, los funcionarios peninsulares y criollos) no impidan a los indios tener participación política y social en las instituciones públicas, militares y religiosas de los Virreinatos españoles en los Reinos de Indias. También llamada cédula de honores, sería incluida entre las Leyes de Indias y se volvería fundamental en el Derecho indiano a largo plazo en la historia del Imperio español (invocándosela para proteger el Fuero de los indígenas contra algunas pretensiones del Absolutismo español de las Reformas borbónicas que buscaban reducir sus libertades políticas).

"De que puedan acceder los indios a los puestos eclesiasticos o seculares, gubernativos, politicos, y de guerra, que todos piden limpieza de sangre, y por estatuto la calidad de nobles".
Carlos II, 1697

A su vez, recalcaba, dentro del Derecho de España y la Legislación nobiliaria, que los nobles indígenas eran equivalentes a los Hidalgos de la Nobleza española, y por tanto, se exigía que se les de un trato igual que a cualquier otro noble europeo (sin impedírseles a los Caciques de participar en el Sistema señorial), y que tenían derecho para lograr acceder a Títulos de nobleza formales, como a de ser reconocidos como los representantes políticos legítimos de los indios (no los españoles) ante el Rey, quien gobernaba América por concesión de los indios (Translatio imperii).
Si bien a lo largo del tiempo existían muchos antecedentes legales para lograr la equivalencia de nobles indígenas e hidalgos castellanos, habiendo documentación de dichas homologaciones desde la segunda mitad del siglo XVI, esto fue siempre letra muerta. Por lo que cada cierto tiempo se enviaban petitorios al Rey solicitando que se confieran a los indios nobles los mismos derechos que a los cristianos viejos hidalgos, para lo cual la cédula de 1697 fue un hito fundamental, aunque tampoco se cumplió de inmediato y fue necesario refrendarla con un pedido de Vicente Mora Chimo en la década de 1720 y la confirmación de la Cédula recién en esa década. 

## Contexto
Se habían presentado varias denuncias de parte de nobles indios hacia la Monarquía Española con respecto al cumplimiento del Pacto que el Rey tenía con su Súbditos indígenas con respecto a proteger sus derechos en el estamento de la República de Indios, pues mencionaban que habían funcionarios criollos del mal gobierno que no acataban disposiciones de las Leyes de Indias e impedían que los indios puedan protegerse de ambiciones de políticos corruptos. Esto fue facilitado porque la Monarquía Hispánica, ya desde una real cédula de 1526, había promovido que se desarrollaran Colegio de caciques (en donde los nobles indios aprendían Filosofía del derecho, Ciencia política y Teología política, por tanto, ganaban consciencia de su situación social y serían voceros de las demandas de Justicia social en sus súbditos indios ordinarios) y también asignaba de vez en cuando que un número de indios, de cada zona conquistada, viajasen a la España peninsular.
El detonante del reclamo (que propiciaría a emitir está cédula) fue que algunos criollos intentaron enajenar de sus bienes y propiedades a varios indios ordinarios y caciques del Virreinato del Perú, lo cual solo género una ola de reclamos y pleitos legales hacia la Real Audiencia de Lima ante lo que denunciaba era una injusta distribución de las tierras. Debido a la lentitud de los tribunales americanos, varios nobles indios pidieron licencia para viajar a España y presentar las demandas directamente al Consejo de Indias, en donde aprovecharon en reclamar no solo por los litigios de propiedades, si no que solicitaron también acceso a los mismos cargos políticos que ostentaban los españoles americanos, y de paso que su dignidad como nobles indios sea reconocida como equivalente a la dignidad nobiliaria de los españoles. Esto último llegó a ser noticia en todo el Imperio español y solo provocó que se de una ola de viajes de caciques de todas partes de la monarquía, aumentando que haya un auge de protectores de indios como Procurador en Cortes. A su vez, Mestizos pidieron que tuvieran libertad de elegir su casta y que no sean encasillados directamente como parte de la República de indios.
A su vez, había aumentado la Devoción Católica entre los indios de clase alta y querían solicitar que puedan ser ordenados en el Clero e incluso de participar en la Inquisición española (debido a que su condición de Cristianos nuevos les puso limitaciones), habiéndose presentado discusiones sobre el tema ya desde principios del siglo XVI. Esto fue debido a que en la Corona había un deseo de desarrollar un clero indígena desde inicios de la conquista, habiendo propuestas muy tempranas, como en 1521 por los Franciscanos tras la Conquista de México. Pero aquello no se pudo por limitaciones filosóficas, en tanto que los indios al inicio no solían comprender la doctrina católica a plenitud y daba miedo que un clero indígena caiga en Herejías por el Sincretismo religioso con el Paganismo (además que varios caciques no lograban vivir en Celibato), haciendo que varios concilios provinciales determinaron que no podían ser ordenados los indios hasta que desarrollaran las capacidades intelectuales adecuadas (dando pie a que en el futuro si sean ordenados). Aunque la Iglesia católica, directamente desde el Vaticano, emitiría el 25 de enero de 1577 la Bula Papal Nuper ad nos, la cual permitió dispensar excepciones que dieran pie a ordenar indios y mestizos que supieran las lenguas indígenas, mientras que futuros concilios provinciales dejaban especificaciones de que solo debían excluir a los indios «poco aptos», lo que implícitamente dejaba que los indios más calificados fuesen sacerdotes, siendo reafirmado en la Congregación del Concilio de 1682, el cual decretó que indios, mestizos y mulatos podían ser ordenados de demostrar idoneidad (pero se reportó que varios criollos impidieron aquellas ordenaciones debido a sus prejuicios).
Por ello, a fines del siglo XVII, el arequipeño Don Juan Nuñez Vela de Ribera, en nombre de los "illustres Cavalleros Ingas del Reino del Perú" (la Nobleza incaica), le solicitó al rey Don Carlos II de España que "Su Magestad se sirviesse de admitir a los indios a ser Ministros del Santo Oficio de la Inquisición", aduciendo que ya estaban en condiciones para conseguir la calidad de cristianos viejos tras un siglo y medio de evangelización. También pediría que los nobles indios puedan ejercer dignidades eclesiásticas, obispados, hábitos de órdenes militares; además de defender el derecho de los mestizos a acceder a cargos políticos que pedían Limpieza de sangre. El Consejo Supremo de Inquisidores, presidido por Don Diego Sarmiento Valladares, aprobó la propuesta, fundamentando que son "diez los inquisidores que avalan la petición a favor de los indios nobles". Fue así que, el 16 de abril de 1693, el rey Don Carlos II de España ya había aprobado la solicitud que reconocía que los indios nobles pudieran acceder a la Sagrada Congregación del Santo Oficio de la Inquisición. También los nobles peruanos (incluida la elite criolla) pedían que se canonice al cacique, con auras de santidad entre las comunidades campesinas, Nicolás Ayllón (que actualmente está en grado de Venerable), lo cual daba argumentos a que los indios ya podían ser considerados cristianos viejos.
Para fines del siglo XVII, la situación jurídica indígena empezaría a mejorar. En 1691 una real cédula ordenó que se construyen colegios para indios ordinarios, en todas las ciudades, villas y lugares de la América hispana, en el que aprendieran castellano, para facilitarle el acceso de oficios públicos. Otra real cédula del mismo año ordenó que se desarrolle un seminario conciliar en Nueva España (que tenía la obligación de que la nobleza indígena pudiera pertenecer a esta), lo cual se construiría para 1697 por el Arzobispo de México, Francisco de Aguiar y Seijas, ubicándolo al costado de la Catedral de México.

"El Consejo de Indias concluyó que, si bien había cédulas que permitían a los naturales acceder a todo lo solicitado, no se ejecutaban, por lo que propusieron al monarca se hiciera un compendio de todas ellas. Se reseñaron en la consulta las siguientes disposiciones incumplidas: que hubiera escuelas de enseñanza de la lengua española para la obtención de los oficios de república; que en los seminarios existentes y por fundar se destinara la cuarta parte de las becas a los hijos de caciques; el acceso a la vida política según su mérito igual que todos los vasallos; que los virreyes, gobernadores, obispos y arzobispos debían recomendar los méritos de los vasallos de las Indias sin que fuera obstáculo ser descendientes de gentiles, para que pudieran solicitar y pretender a honores y beneficios."
Lucrecia Enríquez y Rodolfo Aguirre Salvador

## Consecuencias
A corto plazo, hubo muchas celebraciones de alegría entre los indígenas de la época.
Por ejemplo se desató una «fiebre de probanzas» entre la Nobleza indígena, con el patrocinio de los Jesuitas y los Colegios de caciques, para lograr el acceso a mayores dignidades (solicitando Mercedes para pasar de baja nobleza a alta nobleza) junto a asegurar los cargos civiles y eclesiásticos ante la esperada competencia con los Indios del común y otros nobles. Además, el Consejo de los 24 nobles electores Incas del Cusco realizaría un lienzo en 1700 conmemorando su ingreso al tribunal del Santo Oficio, guardándose en la Colección de la Congregación de Religiosas Concepcionistas Franciscanas de Copacabana, Lima.

"Los Señores del Consejo Supremo de la Santa General Inquisición que a nuestro poderosisimo Inca Don Carlos II, Augustisimo Emperador de la América, hicieron la consulta de que Su Majestad se sirviese de admitir a los indios a ser Ministros del Santo Oficio, fueron [...] Publicose el 16 de abril de 1693 en dicho Supremo Consejo, un decreto de Su Majestad en que se confirmaba la dicha consulta. Siendo virrey el Excelentísimo Señor Don Melchor Portocarrero Laso de la Vega, Conde de la Moncloba, año de 1700."

Entre los indios ordinarios del Pueblo llano se hicieron fiestas y expresiones artísticas que organizaron los indios con Capital y sus aliados en el clero. Por ejemplo, en el Perú estuvo de moda a inicios del siglo XVIII el hacer representaciones teatrales de la boda de Martín García Óñez de Loyola con Beatriz Clara Coya, padres de la I Marquesa de Santiago de Oropesa, Ana María de Loyola Coya Inca, quien fundó la Casa de Borja-Loyola Inca al casarse con Juan Enríquez de Borja, de la nobleza alta española, lo que dio pie a que una heredera de la Casa real incaica estuviera en las altas esferas de poder en España y fuera un caso muy admirado entre los indios del Perú, que los tomaban como ejemplos de inspiración sobre el poder indígena en el Imperio español.
Mucho más tarde, el Papa Clemente XIII aprobaría en 1766 la posición de la Corona con estas reales cédulas, lo que influyó en que Carlos III de España ordenará realizar en 1769 concilios regionales en América, exigiendo que este integrada por indios, teniendo que ser al menos un tercio o un cuarto de los representantes del clero de cada provincia Americana que los organizase.

### Virreinato de Nueva España
Aunque largo plazo se dieron dificultades para su cumplimiento, su completo acatamiento fue más fácil en la Nueva España, donde irónicamente, por estar más debilitado el estamento caciquil ahí que en el Virreinato del Perú, puesto que muchos nobles indios del Reino de México habían perdido poder entre sus indios vasallos, frente al Cabildo colonial (presentándose muchos casos de alcaldes indios del común en el cabildo de naturales, que co-operaban con los cabildos españoles), por lo que hubo menos inseguridad por parte de los españoles en acatar la orden, al estar más desarrollado el mestizaje a nivel social y no ser percibido el estamento indio como una amenaza potencial. Para la década 1740 era usual que indios ordinarios tuvieran más quejas en ámbitos económicos que de ámbitos políticos, pues ahora estaban compitiendo en igualdad de condiciones con la Clase media de la República de españoles. A su vez, ya existía un incipiente clero nativo, el cual solía citar la cédula para favorecer a sus hermanos en acceder a los estudios mayores y los grados académicos sin restricción, dándose fin a la subestimación que tenían por los criollos. Incluso hubo indios letrados, como el cacique de Oaxaca, Patricio Antonio López, que aprovechaban el poder obtenido para solidarizarse con la causa de sus hermanos peruanos durante primera mitad del siglo XVIII.

### Virreinato del Perú
Sin embargo, en el Virreinato del Perú (que en ese entonces controlaba casi toda la Sudamérica Hispana) la cosa se haría más complicada, puesto que la Nobleza incaica era un estamento poderoso en la sociedad virreinal peruana, donde los caciques se comportaban como auténticos Señores que nada tenían que envidiar al Feudalismo en España, siendo el cacicazgo una institución por derecho propio (con señorío no solo territorial, sino también jurisdiccional en el Aillu) y que competían con los Encomenderos españoles por el dominio de las relaciones políticas a nivel local. Por tanto, los funcionarios criollos corruptos hicieron todo lo posible por no cumplirla con efectividad, aunado a que también habían prejuicios despectivos en ciertos oligarcas que se negaban a tratar al indio como españoles. 
Usualmente estos funcionarios criollos fundamentaban su incumplimiento de la cédula, a lo largo del Siglo XVIII, con la excusa de que estaban tratando de asegurar la soberanía del Rey de España en el Perú, pues acusaban a los indios de que tenían una doble identidad entre su sumisión a la hispanidad del Imperio español y su sumisión a la indianidad de su cacicazgo, y que por tanto, estaban predispuestos a no ser fieles súbditos del rey, y con ello eran indignos de que se les reconozca estas libertades. Estas acusaciones serían respondidas por la Nobleza indígena y el Cabildo de Indios con hacer varias declaraciones de lealtad al Rey de España, como en su participación en la Ceremonia de Coronación de Fernando VI de España en Lima, o enlistarse al Ejército Real del Perú y criticar duramente a los indios rebeldes como Juan Santos Atahualpa o Túpac Amaru II. También la Escuela cuzqueña de pintura haría muchas efigies de los Reyes del Perú donde se mostraba a los Reyes españoles como sucesores de los Sapa Inca como Emperadores del Perú. Sin embargo, un memorial de 1708, firmado por ocho caciques peruanos, declaraba que aún no se había publicado la cédula en Lima, y por tanto estaban «privándose los miserables indios de los honores, beneficios y prerrogativas con que Su Majestad se dignó favorecerlos».

«carecen los indios del Perú de las honras y privilegios que por ella les están concedidos en grave perjuicio del servicio de Dios»
Cacique chimú, Vicente de Morachimo, 1724

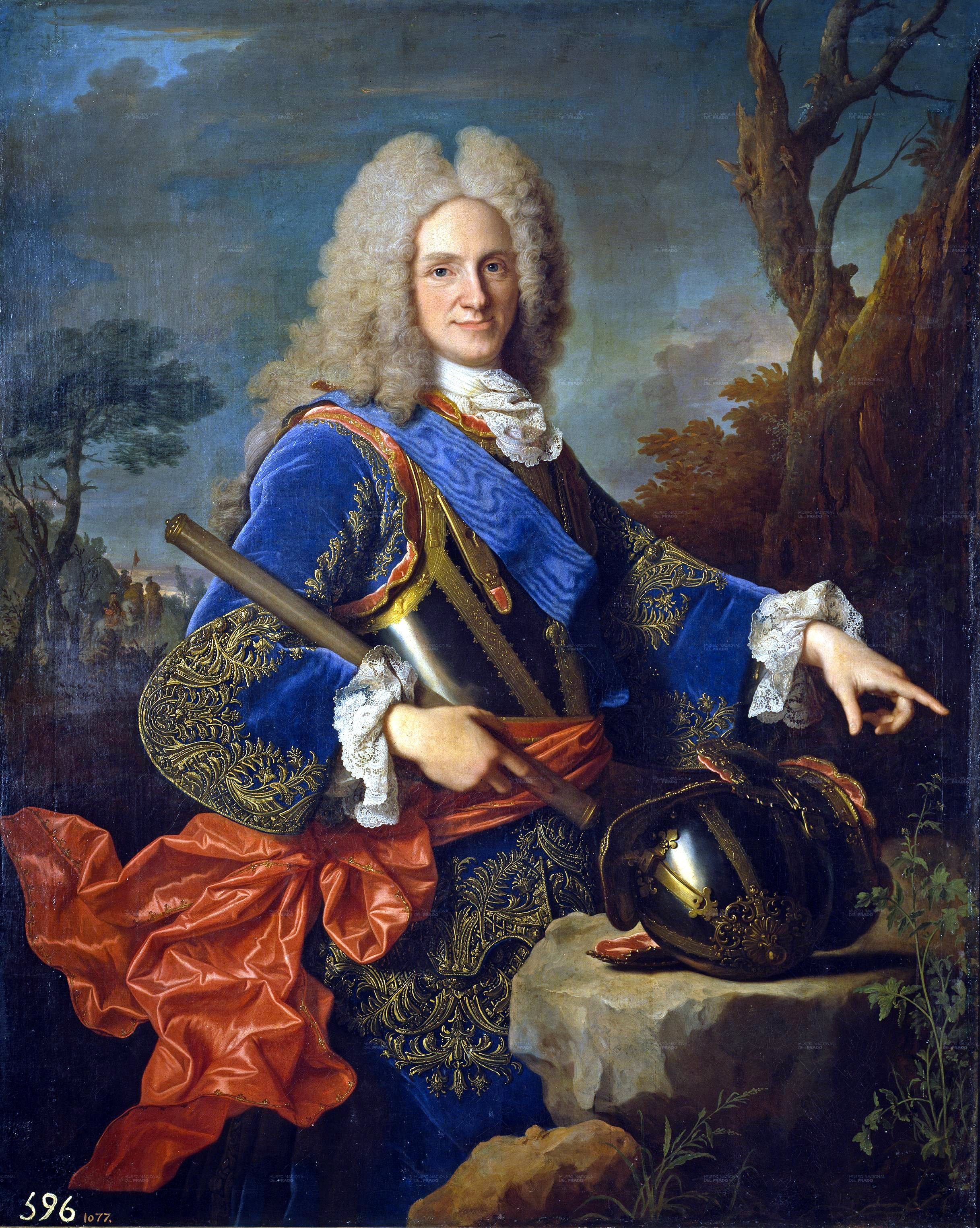
El rey Felipe V de España, que continúo la labor de su predecesor al querer reafirmar el cumplimiento de la real cédula.

Tales argumentaciones de los criollos (notificadas por el cacique Vicente de Morachimo) fueron entendidas como excusas en las Cortes, y fue así que Felipe V de España se vería obligado a hacer una ratificación de la cédula de 1697 en otra real cédula del 21 de febrero de 1725, actuando como garante del Corporativismo entre todas las clases sociales y dejando claro a las autoridades peruanas que la cumplieran «sin permitir que con pretexto ni motivo alguno se falte al cumplimiento, y puntual observancia de su contenido», lo que haría José de Armendáriz. Aquello generó alegría entre los indios, que percibían al Rey de España e Indias Occidentales (el Inca católico) como una figura Paternal e intachable de moralidad, por ser el máximo garante de justicia (lo cual estaría demostrando con estos gestos a favor de la causa justa del indio) en un sistema monárquico que consideraban justo ante el Derecho natural por ajustarse a la Ley divina, siendo el monarca totalmente inocente de la corrupción de sus representantes españoles en América (percibido como cuestión de imperfecciones humanas muy irritables, mas no señal de alguna ilegitimidad del dominio de la Monarquía Española). Sin embargo, siguió dándose resistencia entre los funcionarios criollos, por lo que en 1726 se firmó entre los nobles indígenas el memorial de «los cabos militares, caciques principales y gobernadores y sus descendientes mestizos nobles de este Reyno Peruano» para demandar el acatamiento del real decreto, y observadores como Fray Isidoro de Cala y Ortega (misionero apostólico de la provincia franciscana de Lima) siguió reportando noticias del incumplimiento. Ante ello hubo varios nobles indios de carácter reformista, como Vicente Mora Chimo (noble chimú que fue procurador de pueblos de indios), Juan Bustamante Carlos Inca (noble inca acriollado que fue Gentilhombre de boca del Rey), Fray Calixto de San José Tupac Inca (noble inca y sacerdote católico), etc que viajarían a Madrid para notificar a la Corte de España (durante el reinado de Fernando VI de España y Carlos III de España) de que había un mal gobierno representado por oligarcas criollos y servidores suyos del Rey que seguían impidiendo el cumplimiento de la cédula a mediados de la década de 1750 y 1760, implorándole al Rey que ponga orden en sus dominios.

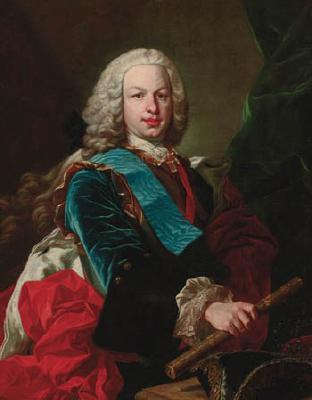
El rey Fernando VI de España, cuyo reinado tuvo una fuerte demanda de reclamaciones, por parte de nobles indígenas peruanos en la Crisis de 1750, exigiendo el cumplimiento de la cédula.

Fue tal el descontento en los indígenas peruanos por la demora de la aplicación total de la cédula, que hasta se produciría una crisis política en el Virreinato, la llamada Crisis de 1750, caracterizada por ser un período tumultuoso donde se desarrollaron redes de conspiración entre nobles indios de carácter rebelde, caracterizados por las proclamas de Viva el rey, muera el mal gobierno e incitando a que los indios ordinarios se rebelen contra los Gachupines. En ese año inestable de 1750 se había producido una Rebelión Abortada en Lima, una Rebelión de Huarochirí (hecha por algunos de los conspiradores de Lima), la gran rebelión amazónica de Juan Santos Atahualpa en el Oriente peruano (del que se rumoreaba esperaba el apoyo de una intervención británica), etc que llegaron a amenazar seriamente al gobierno del Virrey del Perú. Sería la cúspide de las Protestas y rebeliones del siglo XVIII en el Virreinato del Perú previo a la Gran Rebelión de los Andes. Esto solo propició a que se emitiera otra Real cédula, del 11 de septiembre de 1767, por Carlos III de España, para ordenar el cumplimiento a los peruanos, siendo publicada inmediatamente por Manuel de Amat y Junyent, con el reconocimiento inmediato del Cabildo de Lima, quien envió un informe de agradecimiento por «permitir que ingresen al colegio Real de San Martín» unos tres hijos caciques, mientras reportaban que el Virrey tenía posturas indigenistas y velaba de la seguridad de los naturales frente a las opresiones. Seguidamente, el Cabildo limeño informó el 5 de abril de 1768 de los méritos intelectuales del presbítero e indio noble, Juan Dávalos y Chauca. Todo ello daba a indicar que ya se estaba cumpliendo al fin la real cédula en el Reino del Perú, sobre todo en el ámbito religioso, lo cual quedaba atestiguado en una disposición del Concilio limense de 1772.

"No teniendo los indios por su naturaleza impedimento para ser admitidos a las órdenes sagradas y deseando el Rey, nuestro señor, que se les franquee este beneficio para que así tengan esta prueba más del paternal amor con que se los ve, manda el Concilio: Que los obispos en sus respectivas diócesis y los demás, a quienes toca, pongan particular cuidado en educarlos de modo que adquieran las calidades que requieran los cánones en todos los que hubieren de entrar en la suerte del Señor"

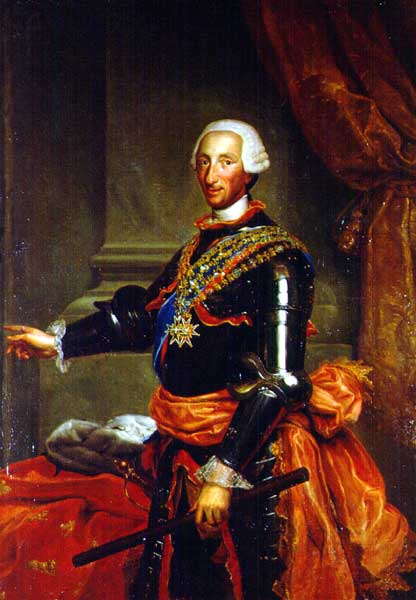
El rey Carlos III de España, cuyo reinado vio el cumplimiento absoluto de la cédula, aunque a costa de centralizar más las instituciones americanas.

Sin embargo, aunque las cosas mejoraban ya en la costa del Virreinato Peruano, aún había cierta resistencia en los Andes por la lejanía de la autoridad limeña (sobre todo en cuanto al aspecto más secular de la cédula). Tras la Rebelión de Túpac Amaru II, momento cumbre del descontento social con el mal gobierno (y la máxima expresión de la facción rebelde, de la que pertenecía el noble renegado inca, José Gabriel Condorcanqui, con su nacionalismo neo-inca), finalmente el Rey Carlos III de España haría uso de sus facultades para cumplir plenamente la cédula, reemplazando los Corregimientos por Intendencias (dado que los Corregidores eran muy odiados por los peruanos por su tendencia a la corrupción y falta de regulación heredada por la Descentralización de la Casa de Austria), por el cual los Intendentes serían funcionarios mucho más controlados por el Estado y estarían mucho más sometidos por la autoridad del Rey (en el marco del Absolutismo español). 
Fue así que ya no habrían nuevas quejas y hasta se presentará ejemplos de su cumplimiento efectivo durante las Guerras de independencia hispanoamericanas (en el que la mayoría de indígenas peruanos apoyaron la causa realista), donde se dieron caudillos indígenas en el Ejército Real del Perú que, además de lograr mejores condiciones (habiendo obligación de los españoles de saber quechua o dar saldos considerables), lograron escalar en puestos de poder con el total consentimiento de los Virreyes, como los generales Antonio Huachaca (cuya Republiqueta de Iquicha recibió bastantes privilegios del mismismo Fernando VII de España) o Agustín Agualongo.	

#### En la Capitanía General de Chile
A fines del Siglo XVIII, solo existían apenas 3 sacerdotes indios, que lograron su ordenación tras solicitar que las autoridades reales intervengan ante los obispos chilenos.